# Relações entre Estados Unidos e Reino Unido
As relações entre Estados Unidos e Reino Unido são as relações diplomáticas estabelecidas entre os Estados Unidos da América e o Reino Unido da Grã-Bretanha e Irlanda do Norte.
O Reino Unido é um dos "aliados mais próximos" dos Estados Unidos, e a política externa britânica enfatiza uma estreita coordenação com os norte-americanos. A cooperação bilateral reflete o idioma em comum, os ideais e as práticas democráticas das duas nações.
Estas relações se fortaleceram pela aliança do Reino Unido com os Estados Unidos durante a Primeira e a Segunda Guerra Mundial, Guerra da Coreia, Guerra do Golfo, na Guerra do Iraque e na Guerra do Afeganistão, bem como através do seu papel como membros fundadores da OTAN. Os dois países constantemente se consultam sobre questões de política externa e os problemas globais, e compartilham os objetivos de suas políticas externas de segurança.
As relações entre os dois países é tão intensa, que o Reino Unido chega inclusive a compartilhar ou até mesmo a conceder aos Estados Unidos algumas das bases militares que se encontram localizadas nos territórios britânicos ultramarinos. Dentre elas, destacam-se as Bases Britânicas Soberanas, localizadas na ilha de Chipre, a Base Aérea da Ilha de Ascensão e a Base Aeronaval de Diego Garcia.

## A "Relação especial"

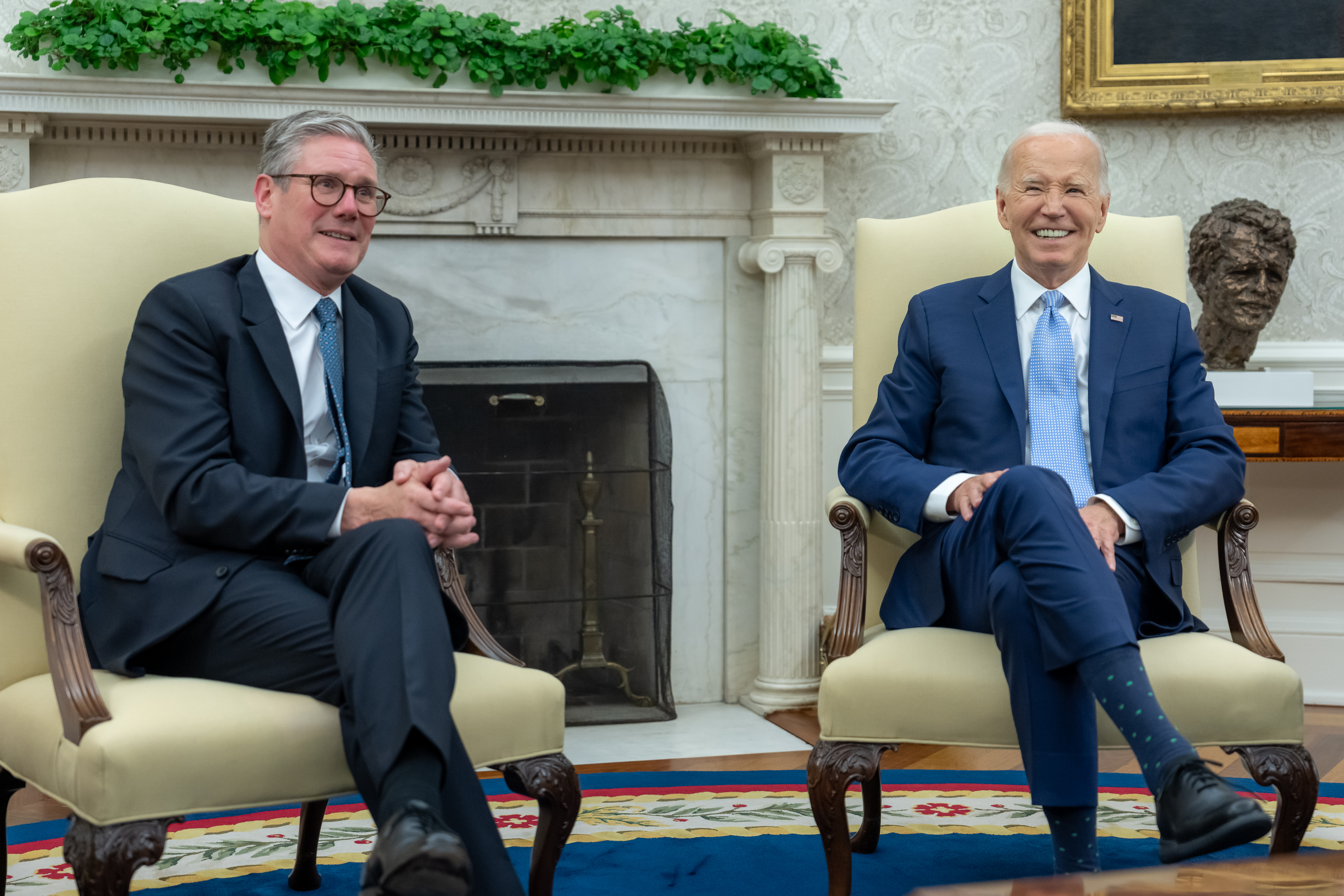
Presidente Joe Biden e o primeiro-ministro Keir Starmer, em 2024.

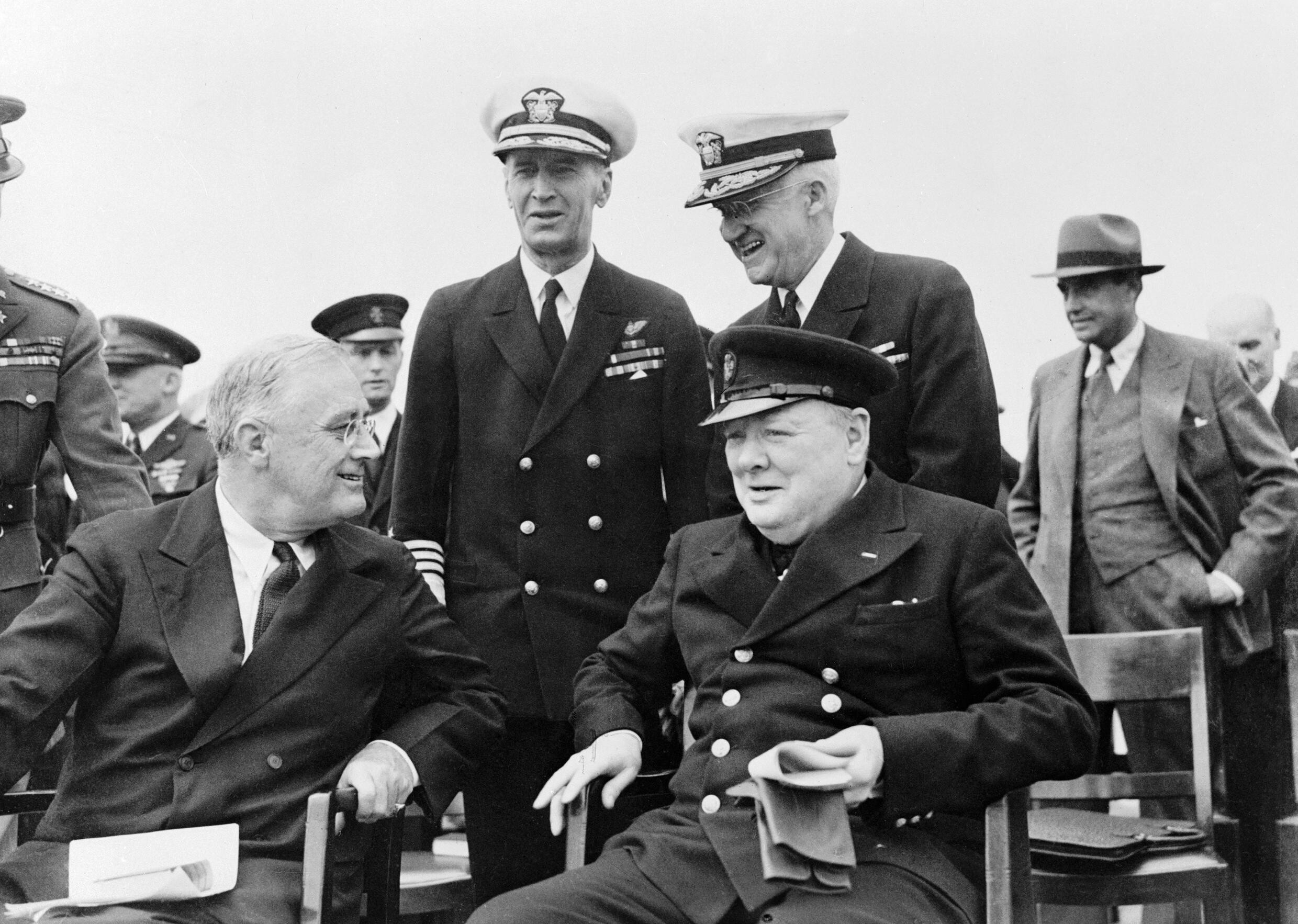
O primeiro-ministro britânico Winston Churchill e o presidente americano Franklin Roosevelt na Conferência do Atlântico, em agosto de 1941

A Relação Especial caracteriza as relações políticas, diplomáticas, culturais, econômicas, militares e históricas excepcionalmente estreitas entre os dois países. É especialmente utilizado para relações desde 1940.
Antes de uma visita à Casa Branca, Rishi Sunak enfatizou a necessidade de estabelecer relações "próximas e sinceras" com Joe Biden após anos de relações turbulentas entre os Estados Unidos e o Reino Unido.

## História

### Origens

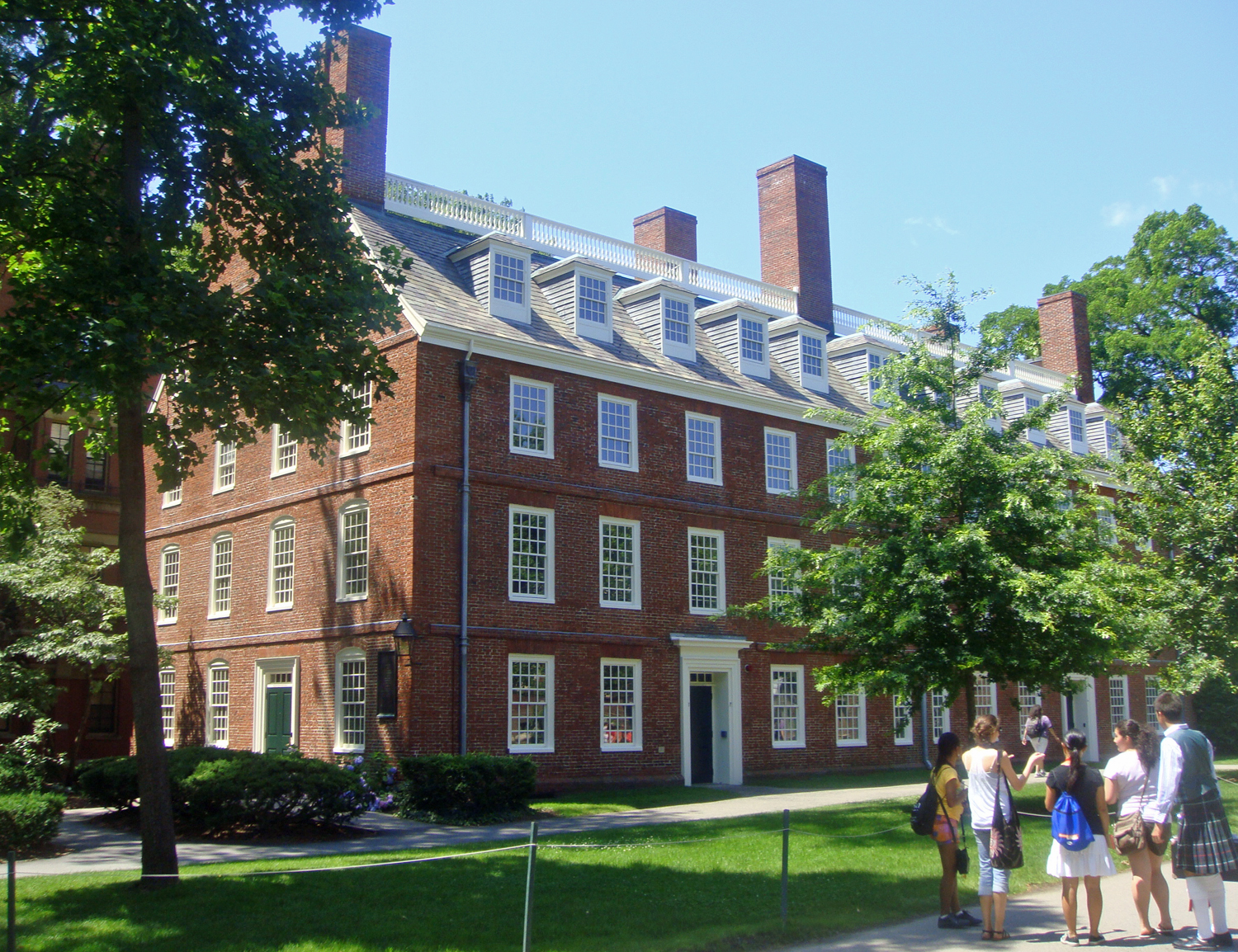
Massachusetts Hall, construído em 1720, exemplar mais antigo da arquitetura georgiana em solo estadunidense.

Após várias tentativas fracassadas, a primeira colônia inglesa permanente na América do Norte continental foi estabelecida em 1607 em Jamestown, na Colônia e Domínio da Virgínia. Em 1624, a Colônia e Domínio da Virgínia deixou de ser uma colônia corporativa administrada pela Virginia Company of London e tornou-se uma colônia da coroa. Em 1630, os puritanos fundaram a Colônia da Baía de Massachusetts, enfatizando não apenas uma religiosidade pura, mas também um alto nível de educação e o empreendedorismo.
Colônias menores seguiram na Província de Maine (1622), Província de Maryland (1632), Colônia de Rhode Island e Plantações de Providence (1636) e Colônia de Connecticut (1636). Mais tarde, ocorreu a fundação da Província da Carolina (1663) (dividida entre Província da Carolina do Norte e Província da Carolina do Sul a partir de 1729). A Província de Nova Hampshire foi fundada em 1691. Em 1732, foi fundada a Província da Geórgia e passou a ser administrada pelo inglês James Oglethorpe.
Os britânicos estabeleceram a Província de Nova Iorque a partir da antiga colônia holandesa da "Nova Holanda". Em 1674, a Província de Nova Jérsei foi desmembrada de Nova Iorque. Em 1681, William Penn foi premiado com uma carta régia de Carlos II da Inglaterra que lhe permitiu fundar a Província da Pensilvânia. Penn atraiu seus companheiros quacres, bem como muitos fazendeiros alemães e camponeses escoceses-irlandeses.
As colônias se reportavam individualmente a Londres. Houve um esforço fracassado de agrupar as colônias no Domínio da Nova Inglaterra entre 1686 e 1689.

### Revolução Americana

A Festa do Chá de Boston, em 1773, foi o primeiro ato organizado de protesto dos cidadãos americanos contra o domínio inglês.

As Treze Colônias gradualmente obtiveram maior autoridade política. As políticas mercantilistas britânicas tornaram-se mais rigorosas, beneficiando a metrópole, o que resultou em restrições comerciais, limitando assim o crescimento da economia colonial e restringindo artificialmente o potencial de ganhos dos comerciantes coloniais. As somas eram pequenas, mas o Parlamento da Grã-Bretanha insistiu na política de cobrança impostos. As tensões aumentaram de 1765 a 1775 por questões de tributação sem qualquer representação americana no Parlamento. A partir do Massacre de Boston de 1770, quando sete homens do 29º Regimento de Infantaria abriram fogo contra uma multidão de americanos revoltoso, as ideias revolucionárias se espalharam pelas colônias. O Parlamento britânico impôs uma série de impostos, como a Lei do Selo e, mais tarde, a Lei do Chá de 1773, contra a qual uma multidão enfurecida de colonos protestou na Festa do Chá de Boston despejando carregamentos de chá da Companhia Britânica das Índias Orientais no Porto de Boston. No ano seguinte, o Parlamento britânico reagiu aprovando o que os colonos chamaram de "Atos Intoleráveis", um conjunto de medidas rígidas cuja finalidade era de desestruturar o poder colonial em Massachusetts. As Treze Colônias se uniram politicamente para um eventual conflito separatista que acabou por eclodir em 1775 nas Batalhas de Lexington e Concord. 
Os Patriotas, então, lentamente assumiram o controle de todas as Treze Colônias, expulsando todos os oficiais britânicos em meados de 1776. Enquanto a independência era o ideal de uma maioria de Patriotas, uma minoria de Lealistas desejava permanecer como súditos da Coroa britânica. Em maio de 1775, o Segundo Congresso Continental se reuniu na Filadélfia e, com as deliberações conduzidas por figuras notáveis como Benjamin Franklin, Thomas Jefferson e John Adams, decidiu pela independência total. Mais de um ano depois, o grupo emitiu a Declaração da Independência dos Estados Unidos, ratificada por unanimidade em 4 de julho de 1776, oficializando a sua independência com relação ao Reino Unido. Os Estados Unidos da América tornaram-se a primeira colônia do mundo a alcançar com sucesso a independência na era moderna. No entanto, a Guerra Revolucionária Americana continuou até a rendição do general britânico Charles Cornwallis ao general George Washington, em 19 de outubro de 1781. 

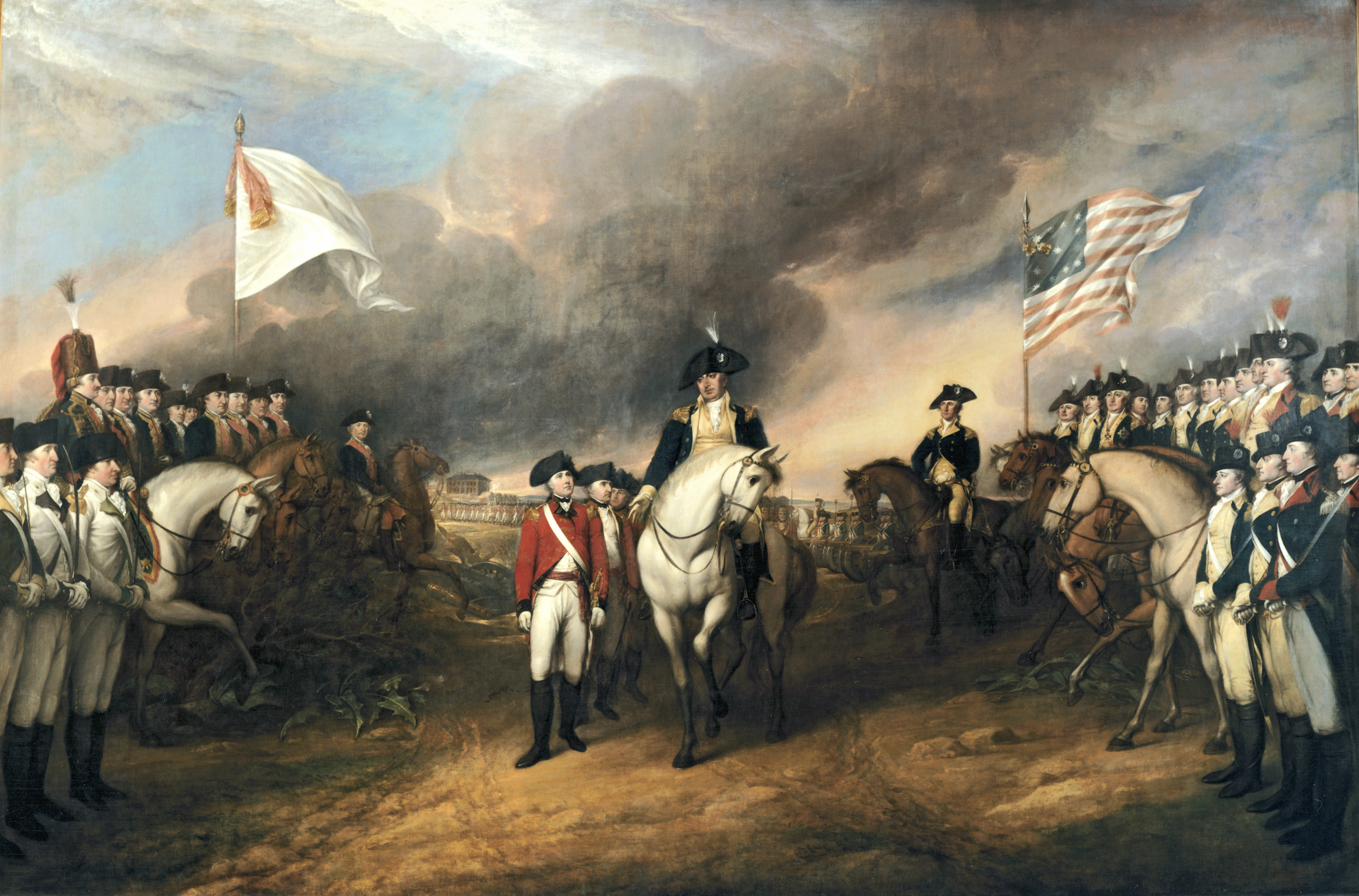
A rendição de Charles Cornwallis na Batalha de Yorktown, em 1781, consolidou a vitória dos americanos na Guerra de Independência.

Em 1775, os Patriotas estabeleceram o Exército Continental como uma força de defesa. O Exército britânico voltou em força em agosto de 1776 e capturou a cidade de Nova Iorque, que foi mantida como base de operações inglesas até o fim da guerra em 1783. Os britânicos, usando sua poderosa Marinha Real, capturaram os principais portos americanos, mas 90% dos cidadãos americanos viviam em áreas rurais onde detinham controle total do território. Após a Campanha de Saratoga de 1777, a França adentrou o conflito como aliada dos Estados Unidos e trazendo ainda o apoio indireto da República Holandesa e da Espanha. A Grã-Bretanha sofreu baixas que não pôde substituir e não tinha grandes aliados na Europa, passando então a reorientar suas campanhas para o Sul em busca de maior apoio de americanos lealistas. Em outubro de 1781, ao tentar reagrupar-se em Nova Iorque, os britânicos foram derrotados por tropas sob o comando de George Washington na Batalha de Yorktown. 
O Reino Unido reconheceu oficialmente a independência americana com a assinatura do Tratado de Paris, em 1783. Um membro do Parlamento Britânico, David Hartley, representando o rei George III, assinou o tratado juntamente com a delegação norte-americana de John Adams, Benjamin Franklin e John Jay em 3 de setembro de 1783.

### Guerra de 1812

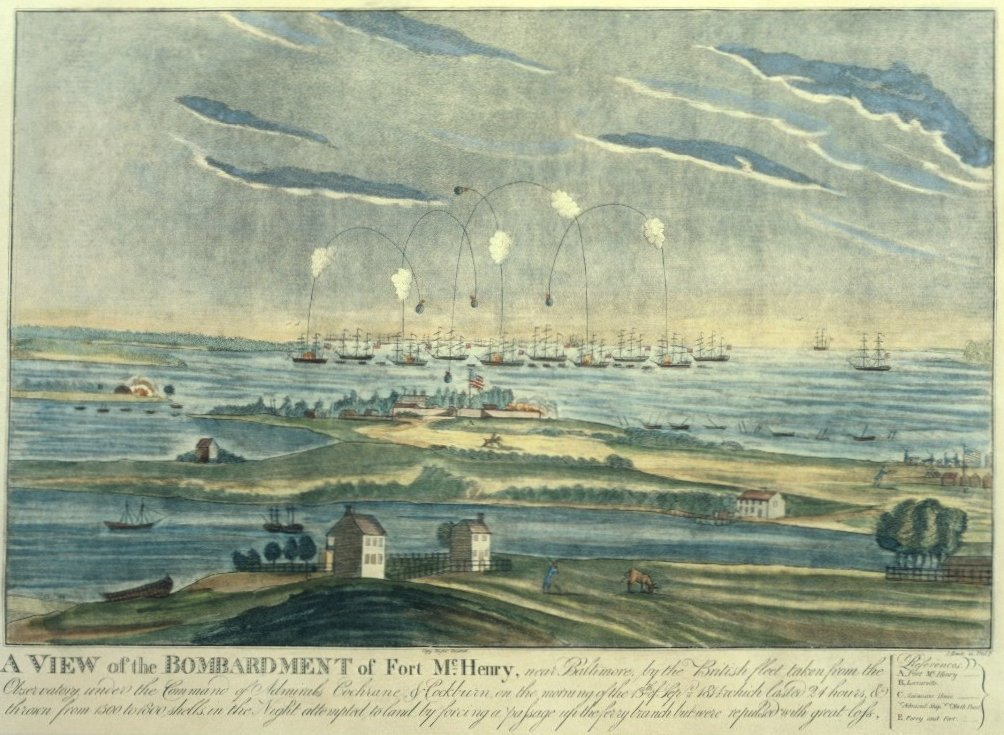
A Batalha de Baltimore em 1814 inspirou Francis Scott Key a compor "The Star-Spangled Banner", o hino nacional dos Estados Unidos.

Em 1807, os Estados Unidos impuseram um embargo comercial em retaliação ao bloqueio britânico à França, que envolveu a visita e busca de mercadores neutros, e resultou na supressão do comércio franco-americano durante o período Napoleônico. A Marinha Real também revistou navios americanos e deteve marinheiros suspeitos de serem desertores britânicos. A expansão para o Centro-Oeste (mais especificamente para Ohio e Wisconsin) foi dificultada por tribos nativas americanas que receberam munições e apoio de agentes britânicos. De fato, o objetivo da Grã-Bretanha era a criação de um Estado indígena independente para refrear a expansão territorial norte-americana.
Finalmente, em junho de 1812, o Presidente estadunidense James Madison declarou guerra contra os britânicos e superou a oposição dos interesses comerciais no Nordeste. A estratégia dos Estados Unidos exigia um bloqueio do transporte marítimo britânico e, especialmente, o corte de remessas de alimentos para as plantações de açúcar britânicas nas Índias Ocidentais. Por sua vez, os britânicos buscavam derrotar a França através de uma guerra principalmente defensiva. 

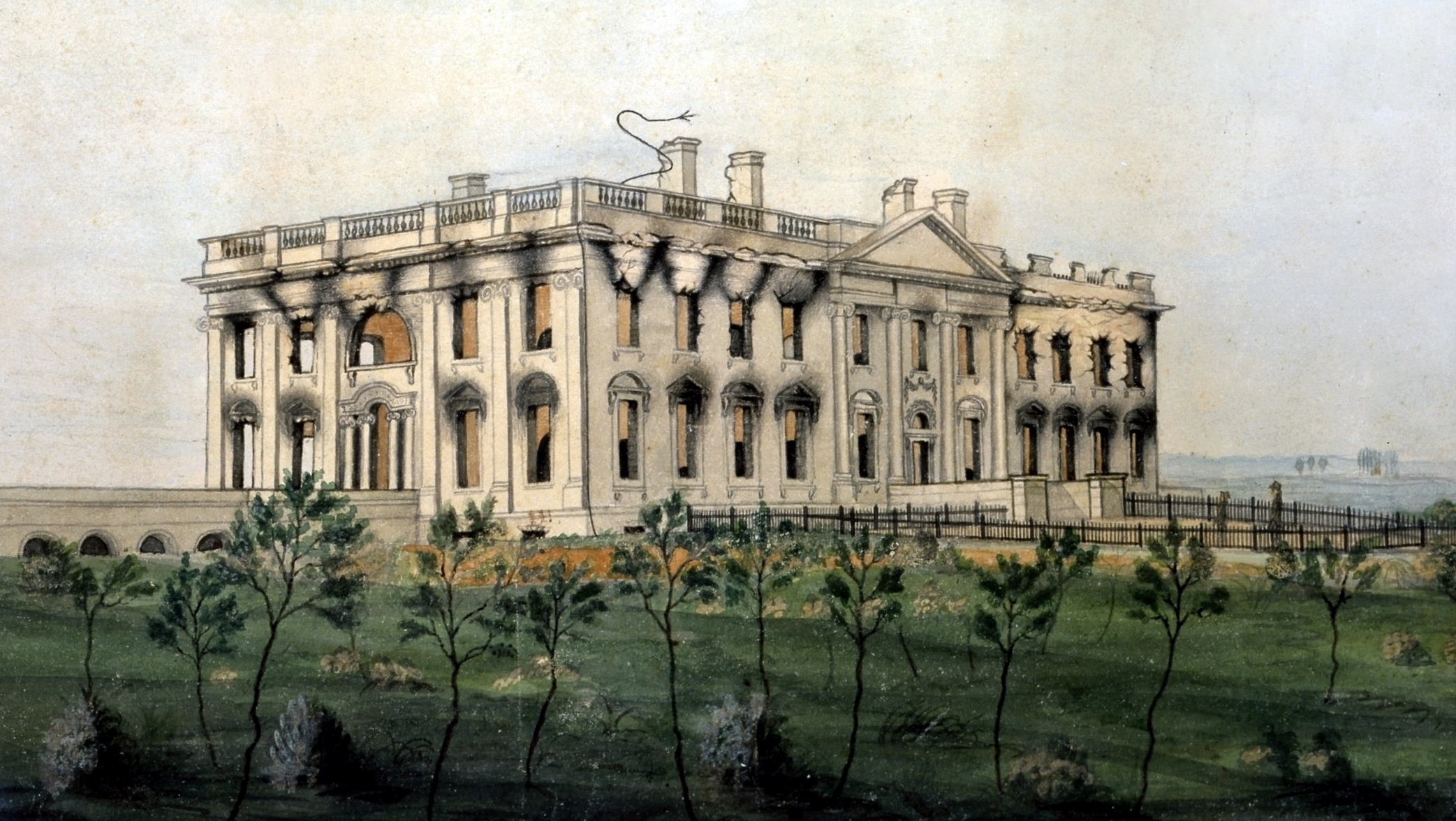
Casa Branca em ruínas após a Batalha de Washington, em 1814.

No primeiro estágio da guerra, as forças britânicas e canadenses resistiram repetidamente as invasões das forças estadunidenses, que estavam inadequadamente preparadas e em menor quantidade. Ainda assim, os estadunidenses assumiram o controle do Lago Erie em 1813 e minaram as habilidades ofensivas das tropas de nativos aliados aos britânicos no noroeste e no sul. Em 1814, os britânicos contra-atacaram invadindo a Baía de Chesapeake e liderando a Queima de Washington. 
As duas nações iniciaram negociações de paz em 1814 que culminaram no Tratado de Ghent, restaurando o status quo ante bellum. Não houve ganhos territoriais de nenhuma das partes e o Reino Unido suspendeu a iniciativa de estabelecer uma nação indígena independente dentro do território estadunidense. Apesar de uma ruptura nas relações durante a Guerra anglo-americana de 1812, e as tensões sobre a possibilidade do reconhecimento britânico dos Estados Confederados da América durante a Guerra de Secessão, os Estados Unidos e o Reino Unido mantiveram relações estáveis e de modo geral consistentes desde o fim do conflito.

### Século XIX: disputas regionais

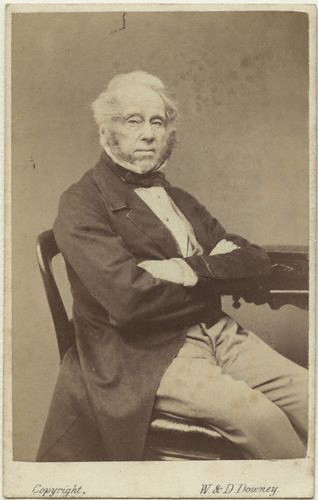
Visconde Palmerston, Primeiro-ministro britânico, foi defensor de uma política de neutralidade durante a Guerra Civil Americana e os conflitos continentais subsequentes.

Nas décadas seguintes, os estadunidenses estabeleceram uma série de orientações diplomáticas que ficaram conhecidas como Doutrina Monroe. Entre tais princípios políticos, havia a oposição norte-americana a qualquer intervenção europeia em países da América. Na década de 1840, vários estados estadunidenses cessaram o pagamento de títulos públicos a investidores britânicos. Os banqueiros ingleses, por sua vez, evitaram títulos títulos públicos e investiram pesadamente nas ferrovias americanas. Sob a liderança do General Winfield Scott, veterano da Guerra de 1812, os Estados Unidos alcançaram termos de relativa paz com o Reino Unido na "Questão Caroline" e na Guerra de Aroostook em 1837 e 1839, respectivamente. Em 1848, a disputa pela fronteira do Oregon foi resolvida através de um compromisso no qual a Colúmbia Britânica ficou em posse da Grã-Bretanha e os territórios de Washington, Idaho, e Oregon foram anexados aos Estados Unidos. Ambos os países voltaram a se chocar diplomaticamente durante a Guerra Civil Americana, no Caso Trent (1861). 
A partir de 1848, a descoberta de ouro na Califórnia atraiu grandes multidões para as minas de ouro californianas que passavam por rotas pelo Panamá ao invés de cruzar lentamente a América do Sul. Os Estados Unidos construíram uma ferrovia para o transporte dos mineiros, mas ainda havia a alta mortalidade por doenças tropicais. Como alternativa, empresários estadunidenses decidiram financiar a construção do Canal da Nicarágua ao que os britânicos reagiram negativamente bloqueando rotas importantes na Costa dos Mosquitos. A crise diplomática e militar só foi solucionada em 1850 com a assinatura do Tratado Clayton-Bulwer que garantia igualdade de controle do canal para os dois países e sob a condição de desmilitarização da região. No entanto, o Canal da Nicarágua nunca veio a ser construído.
No final da década de 1890, a Grã-Bretanha sentiu a necessidade de reorientar sua política internacional e aprimorar as relações com os Estados Unidos. Ambos os países concordaram em colaborar na construção de um canal na América Central e o local escolhido foi o Panamá. Em 1901, o Tratado Hay-Pauncefote entrou em vigor e permitiu o início da construção do Canal do Panamá, que foi inaugurado em 1914.

### A "Grande Aproximação"

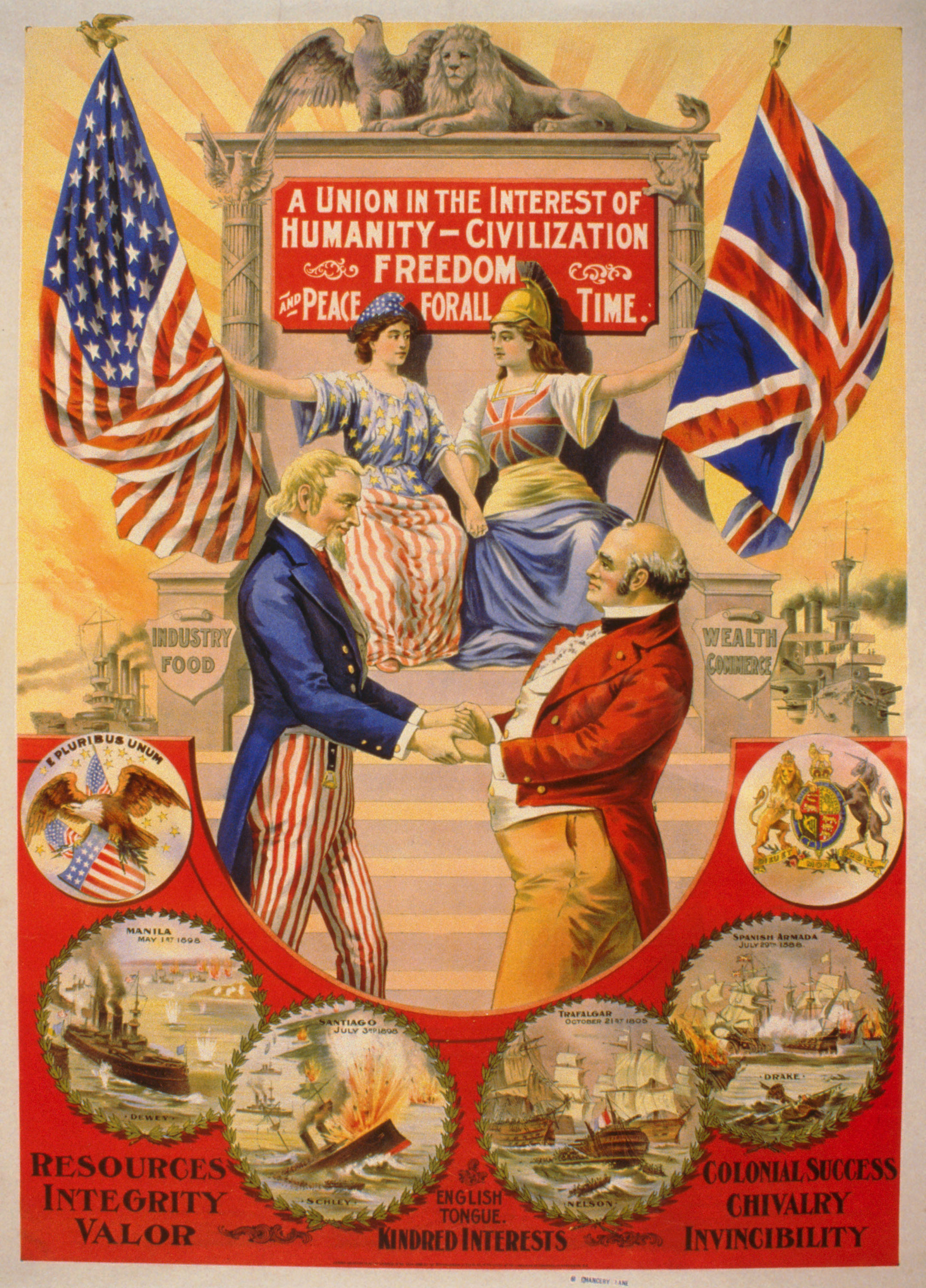
"A Grande Aproximação" (1898). Tio Sam e John Bull se cumprimentam ladeados por Colúmbia e Britânia.

A "Grande Aproximação" foi um período de alinhamento de objetivos sociais e políticos entre Londres e Washington que se estendeu de 1895 até o início da Primeira Guerra Mundial. As duas nações ampliaram suas relações bilaterais após o apoio britânico durante a Guerra Hispano-Americana e a garantia estadunidense de que permitiriam a Independência de Cuba. Em contrapartida, os norte-americanos apoiaram a Grã-Bretanha durante a Guerra dos Bôeres.
Com a vitória na Guerra Hispano-Americana, os Estados Unidos ampliaram sua influência imperialista para as demais regiões do globo. As duas nações apoiaram uma Política de Portas Abertas na China, freando as intenções imperialistas de outros países, e forneceram tropas e armamentos à Aliança das Oito Nações que veio a suprimir a Rebelião dos Boxers em 1900.

### Século XX: Guerras Mundiais
Desde o início do século XX, os Estados Unidos mantinham uma política de estrita neutralidade e buscava comercializar livremente com qualquer país. A Alemanha não podia importar produtos norte-americanos devido ao bloqueio e controle britânico sobre as exportações para países da Europa. O comércio norte-americano voltou-se para as Potências Aliadas, especialmente em produtos agrícolas. 

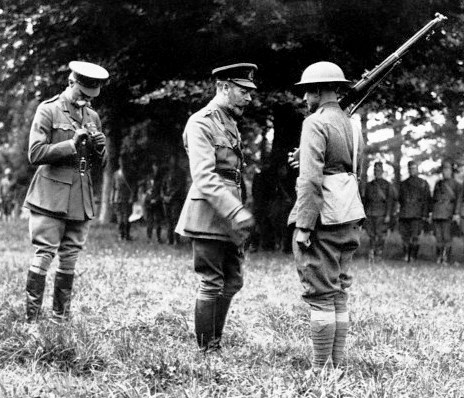
Um doughboy estadunidense sendo condecorado pelo Rei Jorge V em 1918.

Entretanto, a opinião pública estadunidense voltou-se contra a Alemanha após as atrocidades belgas em 1914 e o naufrágio do RMS Lusitania em 1915. A partir de 1917, Berlim insistiu com a guerra submarina irrestrita sabendo que levaria a um conflito contra os Estados Unidos e a situação foi agravada com o convite formal dos alemães ao México através do Telegrama Zimmermann. Em abril de 1917, os Estados Unidos declararam guerra contra a Alemanha e passaram a apoiar os britânicos com envio de tropas, armamentos e suprimentos alimentares. A cooperação entre as duas nações ocorreu principalmente durante os confrontos na Frente Ocidental.
Em dezembro de 1918, após a vitória dos Aliados na Primeira Guerra Mundial, o Presidente estadunidense Woodrow Wilson disse a um oficial britânico:
| “ | Você não deve falar de nós que viemos aqui como primos, muito menos como irmãos; nós também não somos. Tampouco você deve pensar em nós como anglo-saxões, pois esse termo não pode mais ser aplicado corretamente ao povo dos Estados Unidos... Há apenas duas coisas que podem estabelecer e manter relações mais estreitas entre seu país e o meu: uma comunhão de ideais e de interesses. | ” |

No fim de 1918, os líderes Wilson e David Lloyd George realizaram a primeira conferência entre os dois países. No ano seguinte, voltariam a se reunir na Conferência de Paz de Paris como parte dos Quatro Grandes. Juntos e apesar das diferenças ideológicas, Wilson e George relativizaram as ideias do primeiro-ministro francês Georges Clemenceau de enfraquecer permanentemente a nova República de Weimar. 

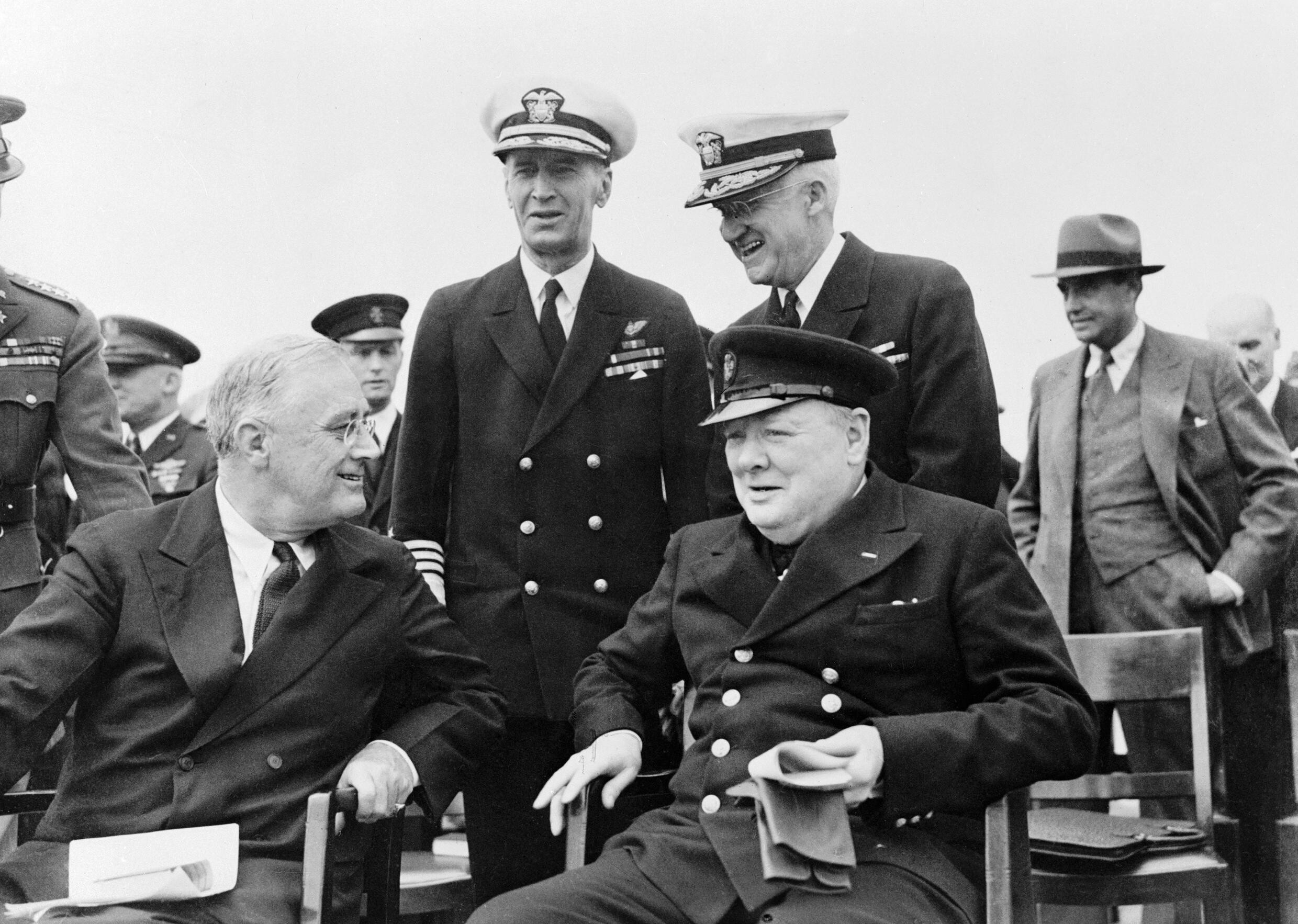
O ex-primeiro-ministro do Reino Unido, Winston Churchill, e o ex-presidente dos Estados Unidos, Franklin D. Roosevelt, durante a Segunda Guerra Mundial.

Embora muitos norte-americanos fossem simpáticos à Grã-Bretanha em detrimento da Alemanha Nazista, havia uma ampla oposição à intervenção estadunidense nos assuntos europeus. Isso se refletiu em uma série de "Atos de Neutralidade" ratificados pelo Congresso dos Estados Unidos em 1935, 1936 e 1937. No entanto, a política de cash-and-carry de Franklin D. Roosevelt permitia que a Grã-Bretanha e a França adquirissem armamentos dos Estados Unidos. Enquanto embaixador britânico nos Estados Unidos, Lorde Lothian apoiou o programa "Lend-Lease" e incentivou o Primeiro-ministro Winston Churchill a cooperar com Roosevelt. 
Após a eleição de Churchill como Primeiro-ministro britânico, uma série de acordos foram firmados com os Estados Unidos permitindo o fornecimento prolongado de armamentos estadunidenses aos britânicos e franceses e o uso de bases militares norte-americanas em locais estratégicos dos teatros de operação do conflito. A partir de 1941, com a entrada efetiva dos Estados Unidos na Segunda Guerra Mundial, Churchill e Roosevelt passaram a realizar conferências pessoais regulares como a que originou a Carta do Atlântico. 

### Pós-Guerra Fria

Tony Blair e George W. Bush durante coletiva de imprensa na Casa Branca, em 2004.

Ao alcançar uma supremacia política como superpotência mundial após a dissolução da União Soviética, Estados Unidos entrou em choque de interesses com as demais nações da OTAN. A partir de janeiro de 1991, Estados Unidos e Reino Unido passaram a fornecer apoio bélico ao exército de coalizão que rompeu com o domínio de Saddam Hussein sobre o Kuwait durante a Guerra do Golfo. Nas eleições gerais de 1997, o Partido Trabalhista britânico elegeu Tony Blair, que passou a colaborar diretamente com as estratégias diplomáticas de Bill Clinton na configuração política que ficou conhecida como "Terceira via". Ao longo de 1998 e 1999, os dois países enviaram tropas para a Guerra do Kosovo.

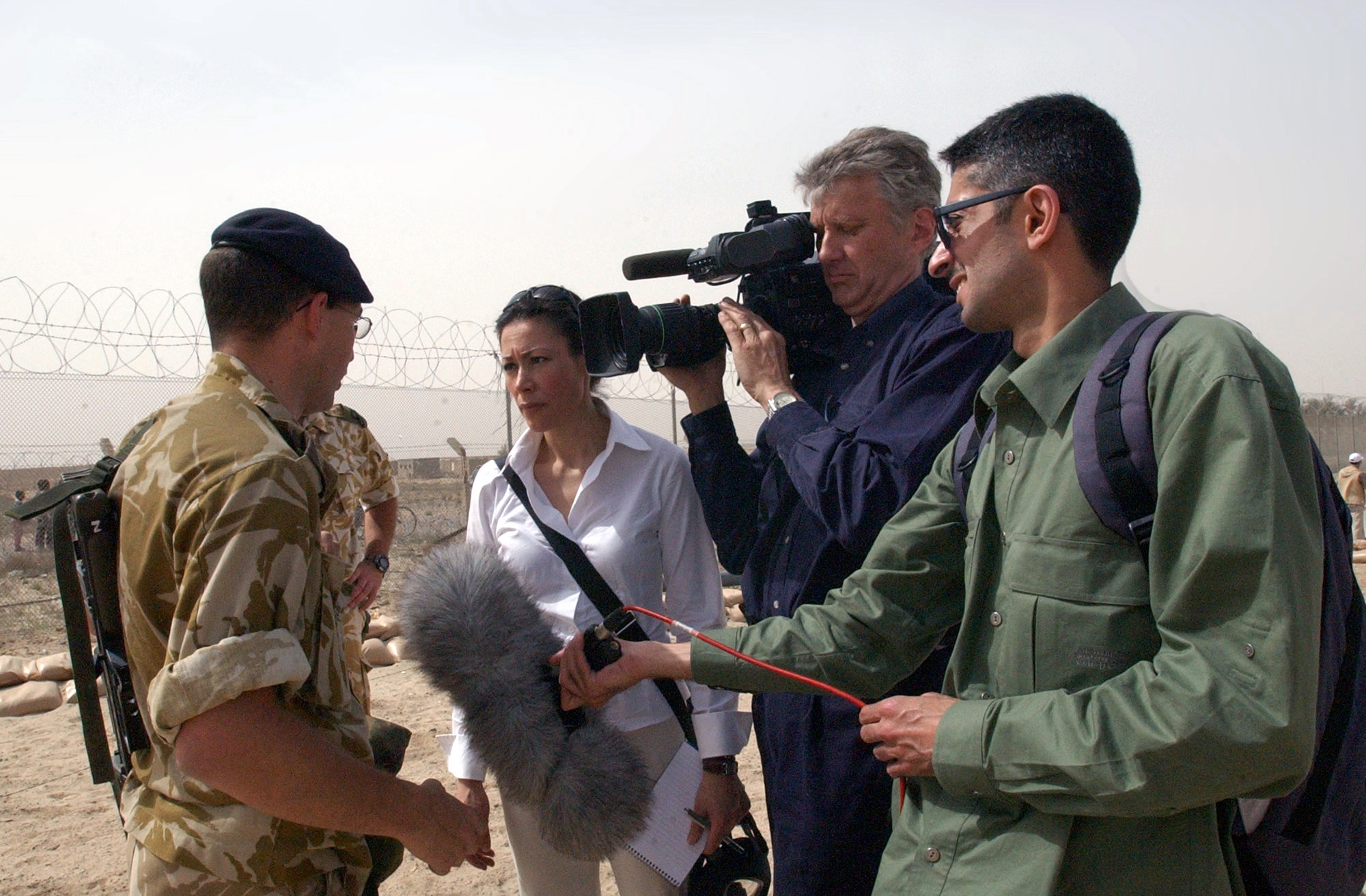
Um Royal Marine sendo entrevistado pela NBC no Iraque, 2003.

Após os ataques terroristas de 11 de setembro de 2001, no qual morreram 67 cidadãos britânicos, o Reino Unido declarou apoio total às incursões norte-americanas contra a Al-Qaeda e o Talibã no que ficou conhecido como Guerra ao Terror. O estreitamento das relações entre os dois países neste período levou George W. Bush a afirmar que "a América não possui aliado mais verdadeiro do que o Reino Unido". Nos anos seguintes, forças britânicas participaram destacadamente da Guerra do Afeganistão e da Invasão do Iraque.

### Wikileaks
De acordo com telegramas diplomáticos confidenciais, recém-divulgados pelo site Wikileaks e pelo jornal The Guardian, destacou-se o que é descrito como "paranóia" do Reino Unido sobre o chamado "relacionamento especial" com os Estados Unidos. Em um destes arquivos, um diplomata sênior dos Estados Unidos descreve a "especulação excessiva no Reino Unido", depois que Barack Obama se tornou presidente, com diversas mensagens questionando sobre a continuação deste relacionamento especial entre os dois países.

## Relações comerciais

### Transportes

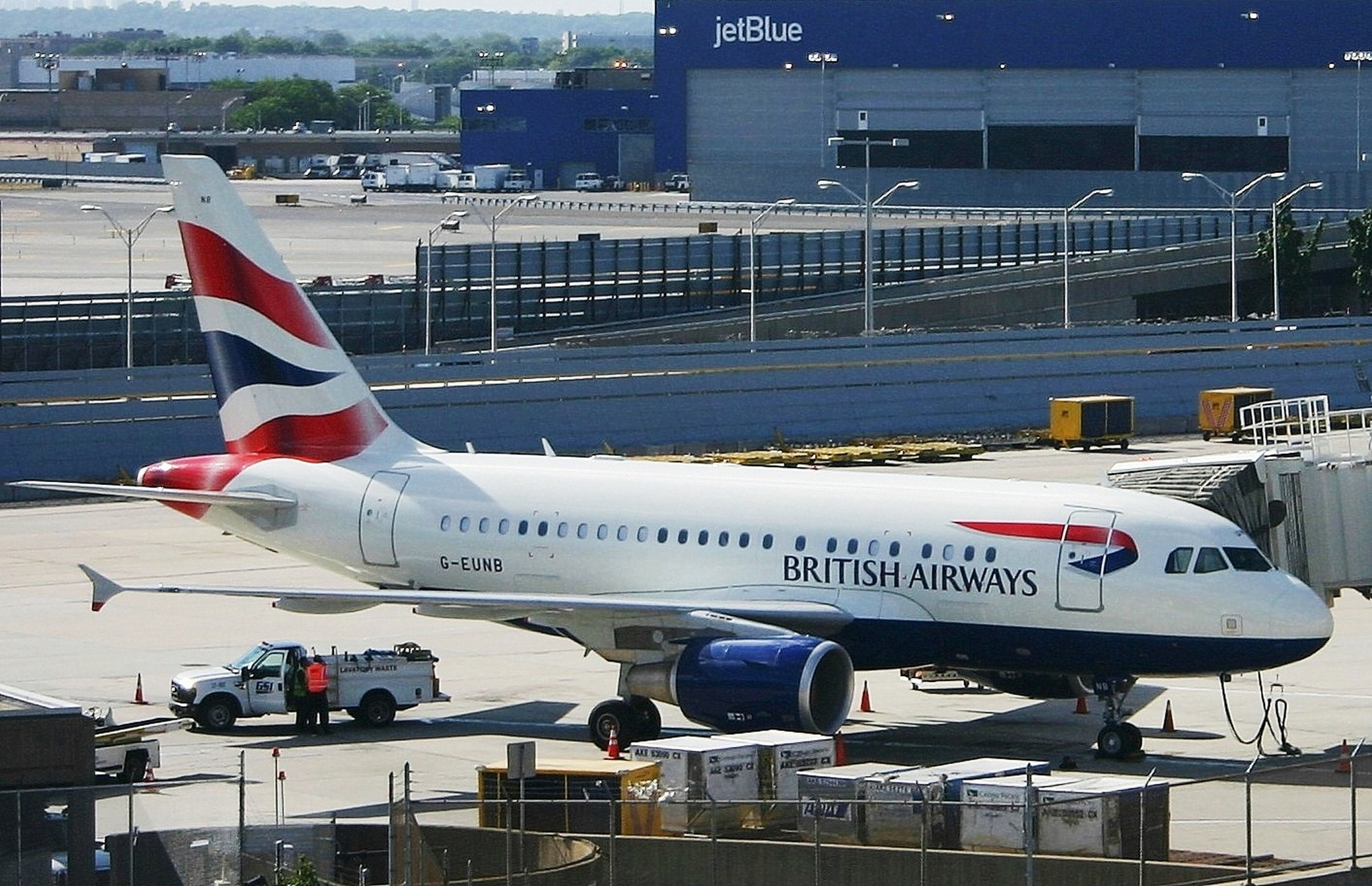
Airbus A318 da British Airways no Aeroporto Internacional John F. Kennedy, Nova Iorque.

Todas as três principais companhias aéreas americanas, American Airlines, United Airlines e Delta Airlines mantém voos diretos entre os Estados Unidos e o Reino Unido, principalmente entre Londres e Nova Iorque, embora todas as três companhias voem para o Aeroporto de Heathrow partindo de vários hubs, bem como para outros grandes aeroportos britânicos como o Aeroporto de Manchester, o Aeroporto de Edimburgo e o Aeroporto de Glasgow. Além disso, a Delta compartilha codeshare com a Virgin Atlantic, com participação de 49%. As companhias aéreas de baixo custo JetBlue e Southwest Airlines possuem voos entre o leste dos Estados Unidos e os Territórios Ultramarinos Britânicos das Bermudas, Ilhas Virgens Britânicas, Ilhas Cayman e Ilhas Turcos e Caicos. A British Airways, por sua vez, interliga o Reino Unido a mais de vinte destinos nos Estados Unidos. 

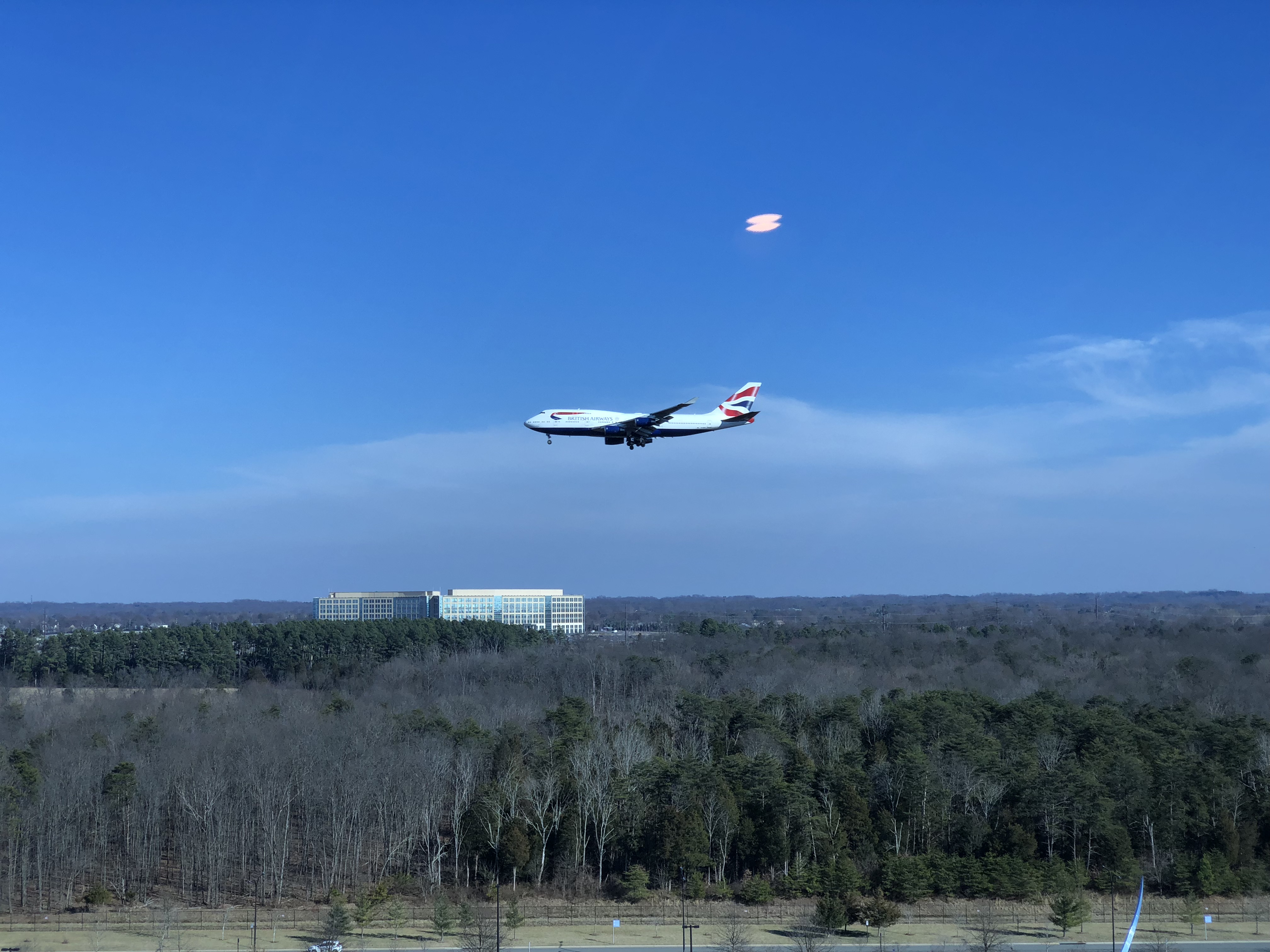
Boeing 747 da British Airways aterrissando no Aeroporto Internacional Washington Dulles, em Chantilly.

Tanto a American Airlines quanto a British Airways são co-fundadoras da aliança aérea Oneworld. British Airways, TUI Airways e Virgin Atlantic são os principais compradores de aeronaves Boeing fabricadas nos Estados Unidos. O Aeroporto Internacional John F. Kennedy, em Nova Iorque é o destino internacional mais popular para as voos que partem do Aeroporto de Heathrow. Em 2008, aproximadamente 2,8 milhões de pessoas deixam Heathrow e chegam a Nova Iorque em voos diários sem escalas. Concorde, o avião supersônico da British Airways, iniciou o serviço transatlântico para o Aeroporto Internacional Washington Dulles em 24 de maio de 1976. A rota transatlântica entre Heathrow e JFK em menos de 3 horas e meia teve seu primeiro voo operacional entre em 19 de outubro de 1977 e o último em 23 de outubro de 2003.

### Turismo
Mais de 4,5 milhões de britânicos visitam os Estados Unidos anualmente, gastando cerca de 14 bilhões de dólares. Cerca de 3 milhões de estadunidenses visitam o Reino Unido anualmente, gastando cerca de 10 bilhões de dólares.

## Relações culturais

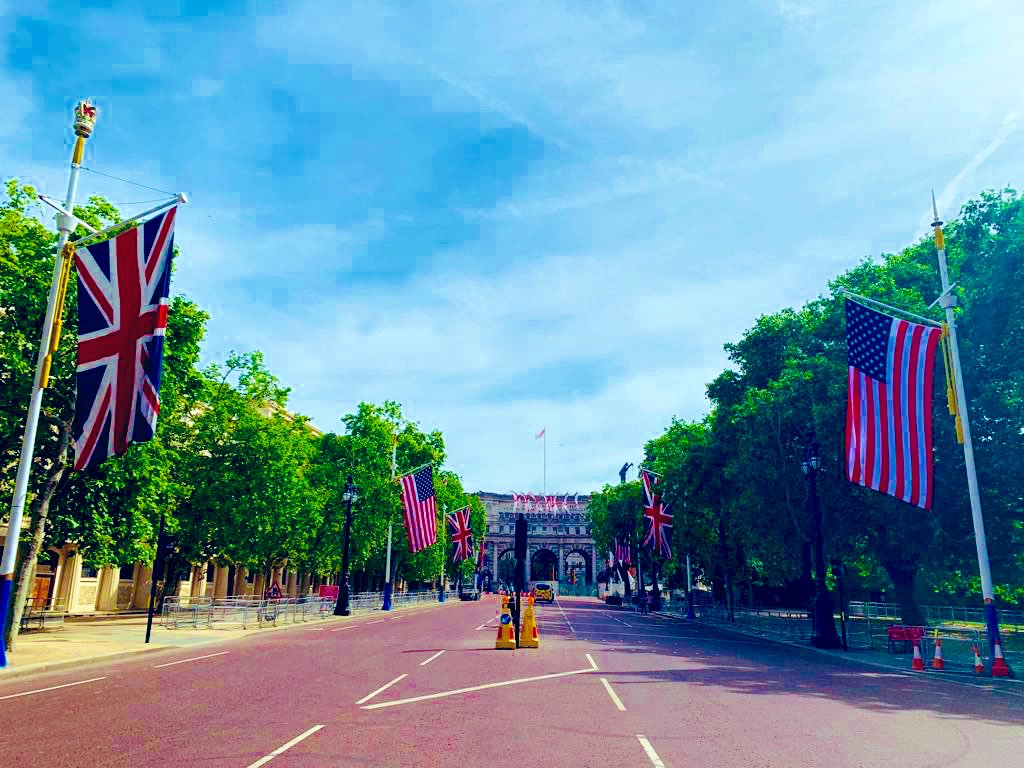
Bandeiras dos Estados Unidos e do Reino Unido ao longo do The Mall. As bandeiras nacionais de ambos os países compartilham as mesmas cores.

Os Estados Unidos e o Reino Unido compartilham uma profunda herança cultural e histórica. Como o inglês é o idioma principal tanto dos britânicos quanto dos estadunidenses, ambas as nações pertencem à Anglosfera. A língua em comum apresenta apenas relativas divergências na ortografia, pronúncia e significado de algumas palavras.
O sistema legal norte-americano é profundamente baseado no direito comum inglês da mesma forma que o sistema de governo local estadunidense possui raízes no governo local e regional inglês, como a estruturação de tribunais de condado e xerifes. Embora os norte-americanos sejam mais religiosos do que os britânicos segundo dados estatísticos, as principais denominações protestantes em solo estadunidense são oriundas de movimentos cristãos britânicos, como os batistas, metodistas, congregacionais e episcopais.
O Reino Unido e os Estados Unidos praticam o que é comumente referido como uma economia anglo-saxônica na qual os níveis de regulamentação e impostos são relativamente baixos e o governo fornece um nível baixo a médio de serviços sociais em troca.

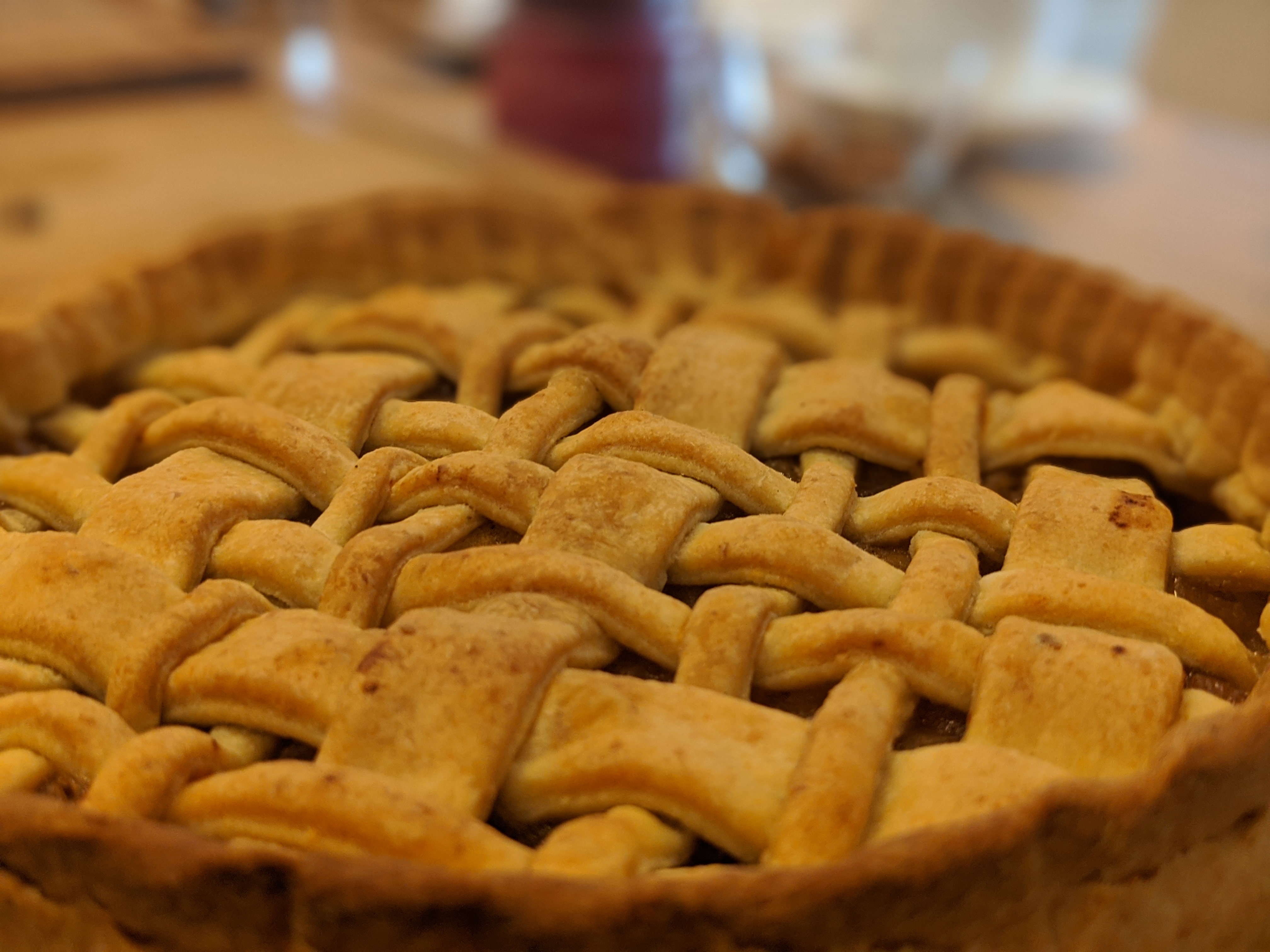
A tradicional torta de maçã estadunidense é uma das mais relevantes e simbólicas heranças culturais anglo-americanas.

O Dia da Independência, celebrado anualmente em 4 de julho, é o principal feriado nacional estadunidense e comemora a ratificação da Declaração de Independência em 1776. O sentimento de cisão com a Grã-Bretanha é expresso no hino nacional "The Star-Spangled Banner", escrito durante a Guerra de 1812 sobre uma melodia comemorativa britânica.
Estima-se que entre 40,2 milhões e 72,1 milhões de estadunidenses hoje possuam ascendência britânica, ou seja, entre 13% e 23,3% da população dos Estados Unidos. No Censo dos Estados Unidos de 1980, 61.311.449 americanos relataram ascendência britânica, o que corresponderia a 32,56% da população na época.

## Missões diplomáticas
| dos Estados Unidos - Londres (Embaixada) - Edimburgo (Consulado-geral) - Belfast (Consulado-geral) - Hamilton (Consulado-geral) - George Town (Agência consular) - Providenciales (Consulado) | do Reino Unido - Washington, D.C. (Embaixada) - Atlanta (Consulado-geral) - Boston (Consulado-geral) - Chicago (Consulado-geral) - Houston (Consulado-geral) - Los Angeles (Consulado-geral) - Miami (Consulado-geral) - Nova Iorque (Consulado-Geral) - São Francisco (Consulado-geral) | Embaixada estadunidense em Londres.Embaixada britânica em Washington, D.C. |